# Franz Kirms

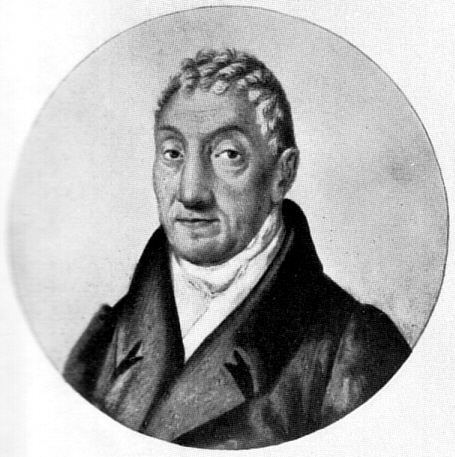
Franz Kirms

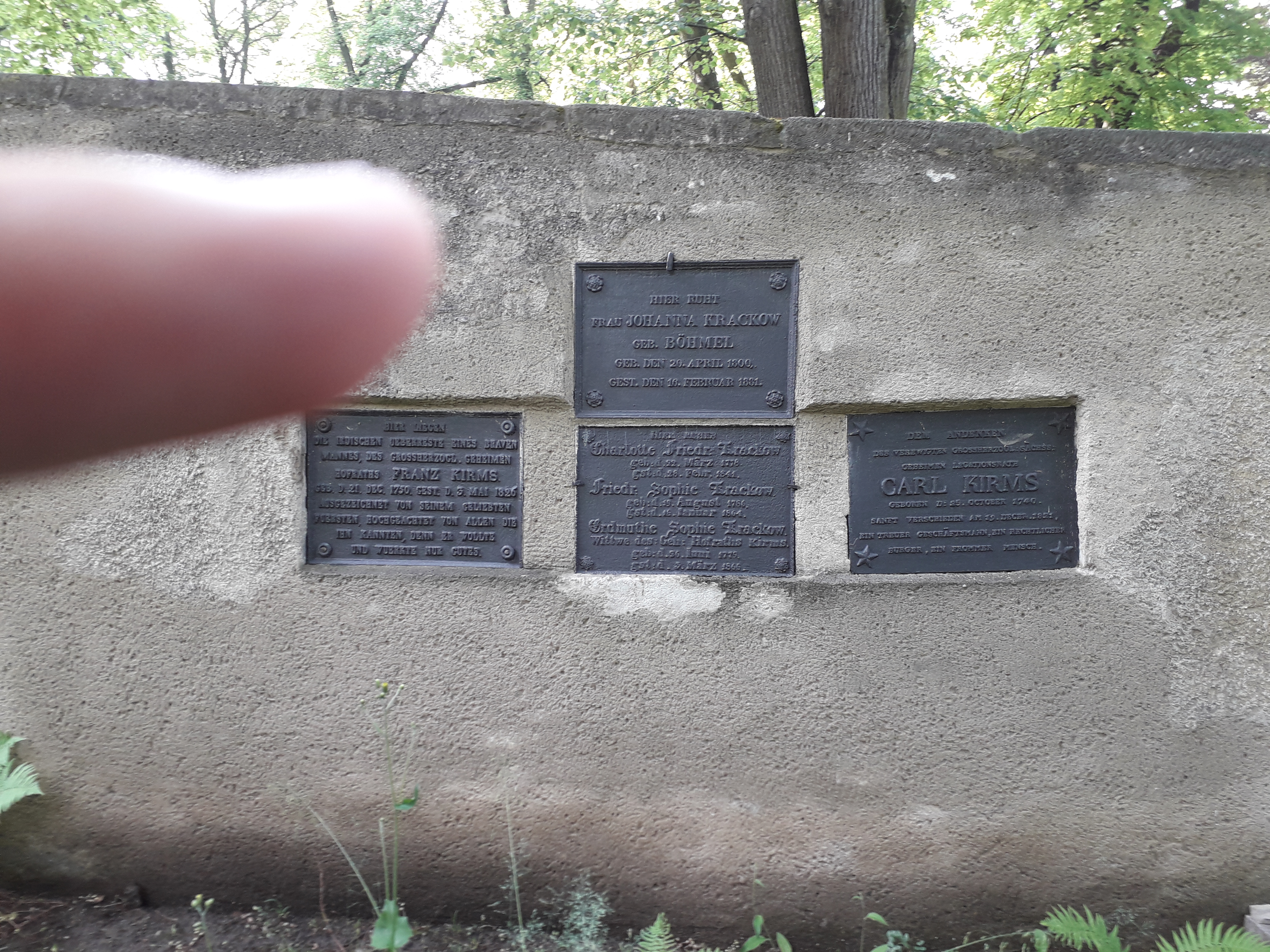
Grabstelle der Familie Kirms

Franz Kirms (* 21. Dezember 1750; † 3. Mai 1826 in Weimar) leitete mit Johann Wolfgang von Goethe das Weimarer Theater.

## Herkunftsfamilie
Die Familie, in die Franz Kirms hineingeboren wurde, war seit zwei Generationen in der Beamtenschaft des Landes etabliert:
- Johann Joachim Kirms (1668‒1719). Fleischersohn. Zum Studium eingeschrieben am 19. Juli 1681 als „Iohannes Ioachimus Kirmes“ und erneut am 30. April 1685 als „Johannes Joachimus Kirms“.[5] Er wurde Steuereinnehmer und später Kammerkommissar in Weimar. Er erwarb 1701 das heute so genannte Kirms-Krackow-Haus (Jakobstraße 10).
Zu seinen Kindern gehörten Joachim Caspar und August Christian:
  - Joachim Caspar Kirms (* 1697/1698 in Oberweimar, † 12. August 1770 in Weimar[6]). Zum Studium eingeschrieben als „Joachim Caspar Kirms“ am 15. März 1719.[7] 1757 war er Kammer-Sekretär in der Renterei des Cammer-Collegiums in Weimar;[8] Anfang 1763 wurde er Rat.[9] Er war verheiratet mit Friederica Maria (Rosina?) geb. Hagen (* März 1723, † Oktober 1809[10]). Nach einer großen Erbschaft ließ sie das Haus 1783‒1786 umbauen: Auf das zweigeschossige Bauwerk wurden zwei weitere Geschosse gesetzt.[11]
Der Ehe entstammten sechs Kinder:[12]
    - Carl Kirms (* Oktober 1741, † 19. Dezember 1821[13]). Zum Studium eingeschrieben als „Car. Kirms“ am 7. April 1761.[14] Im Mai 1765 wurde er Akzessist bei der Geheimen Kanzlei der Landesregierung, im Dezember 1769 Geheimer Registrator.[15] 1773 war er dort Sekretär, 1786 Geheimer Sekretär.[16] Ab 1773 war er außerdem Sekretär in der General-Polizei-Direktion des Fürstentums Weimar.[17] Im Juni 1800 wurde er Legationsrat;[18] im Februar 1816 wurde er zum Geheimen Legationsrat in der Weimarer Landesdirektion befördert.[19] Unverheiratet.
    - Johann Friedrich Adolph Kirms (* 1742/1743, † April 1792[20]). Zum Studium eingeschrieben am 5. August 1761 als „Jo. Fr. Adolph. Kirms“.[21] Ab 1775 Substitut des Kammer-Archivars,[22] 1782 Kammer-Archivar.[23]
    - Bernhardine Kirms (* November 1743, † Dezember 1810)[24]. Heiratete 1772 den verwitweten Assistenzrat Achatius Carl Schmid,[25] der 1784 als Kanzler der Weimarer Landesregierung starb[26]. Als Witwe wohnte sie im Kirms-Haus.[27]
    - Franz Kirms (* 21. Dezember 1750).
    - Louise Kirms (* 1753, † Juni 1817[28]). Lebte unverheiratet im Haushalt mit ihrer Mutter und den Brüdern Carl und Franz.
    - Friedericka Kirms (* 1758/1759[29], † Oktober 1789[30]). Heiratete am 5. Mai 1776 den Geheimen Sekretär der Herzogin-Mutter[31] Johann August Ludecus (1741‒1801).[32] Der Ehe entstammte ein überlebendes Kind:
      - Amalie Henriette Caroline Ludecus (* September 1778[33], † 4. Oktober 1840[34]). Nach dem Tod der Mutter lebte sie mehrere Jahre im Haushalt ihrer Großmutter Friederica Kirms zusammen mit der Tante Louise und den Onkeln Carl und Franz. Sie heiratete am 24. August 1798 den Regierungsrat Christian Gottlob (von) Voigt (* 1774, † 1813).[35] Die Ehe wurde im April 1809 geschieden; Amalie bezog wieder eine Wohnung im Kirms-Haus. Etwa ab 1807 war sie schriftstellerisch tätig.[36]

  - August Christian Kirmß (* 1703 in Oberweimar[37], † Oktober 1778[38]). Zum Studium eingeschrieben als „August Christian Kirmeß“ am 12. August 1720.[39] Von 1749 bis 1755 war er als Kammer-Rat Mitglied des Geheimen Rats-Kollegiums und der Kammerverwaltung;[40] ab 1757 war er auf die Kammerverwaltung beschränkt.[8][4]
    - Die älteste Tochter heiratete im November 1755 den Militärarzt Johann Christian Jacobi in Weimar.[41]
    - Die zweite Tochter heiratete im April 1756 den Steuer-Einnehmer George Friedrich Gleditsch[42] in Jena.[43]
    - Carl Friedrich Gottlieb Kirms (* Juli 1746, † Februar 1793[44]). Abitur im April 1766;[45] zum Studium eingeschrieben als „Carl. Fr. Theoph. Kirms“ am 25. April 1766.[46] Im April 1770 wurde er Akzessist bei der Kammer;[47] 1775 war er Kammer-Sekretär in der Renterei.[22] 1791 war er Rat und Kammer-Sekretär[48] und heiratete am 27. Dezember die 19-jährige Mariane Wilhelmine Kemter,[49] die sich jedoch sehr schnell von ihm trennte und Gesellschafterin der Frau von Kalb wurde.[50]

## Leben
Kirms trat 1765 in das Weimarer Gymnasium ein; am 17. Oktober 1769 ließ er sich als „Franc. Kirms“ zum Studium einschreiben. Im Januar 1774 wurde er zum Sekretär im Hofmarschall-Amt ernannt; dabei war ihm ab 19. Februar die Verwaltung der Hofkasse anvertraut. Im März 1786 wurde er stimmberechtigter Assessor, im März 1789 Land-Kammerrat, im Januar 1794 Hof-Kammerrat. Anfang 1814 wurde er Geheimer Hofrat. Ab 1791 gehörte Kirms der Intendanz des Weimarer Hoftheaters an und hatte erheblichen Anteil an dessen Entwicklung, aber erst 1812 wurde eine Abteilung „Herzogliches Hof-Theater“ innerhalb des Hofmarschallamts formal ausgewiesen. Am 19. Februar 1824 wurde er für seine 50-jährige Diensttätigkeit geehrt; zum 2. März schied er aus der Theater-Intendanz aus.
Kirms verehelichte sich am 27. Dezember 1823 mit Erdmuthe Sophie Krackow, genannt Caroline, (* 26. Juni 1779, † 3. März 1866), die ab 1806 Gesellschafterin der Erbgroßherzogin Maria Pawlowna war, der Zarentochter und Gattin des Erbherzogs. Mit seiner Frau ist Kirms auf dem Historischen Friedhof Weimar begraben. Die Ehe war kinderlos.

## Wertung
In einem Gespräch mit Kanzler Friedrich von Müller und Friedrich Soret am 16. März 1824 würdigt Goethe Franz Kirms bei dessen Ende als Intendanten:
„Kirms hat sich in einer Zeit Verdienste erworben, wo es noch galt zu sparen, mit Wenigem viel zu machen. Ich hatte keinen Heller für meine Direction, ich wendete noch viel Geld daran, die Acteurs herauszufüttern und genoß das Vorrecht eines Souverains, genereus zu sein nach Herzenslust. Ja wir sind aus einer alten, andern Zeit her und brauchen uns ihrer nicht zu schämen.“
Die prominente Jagemann schrieb über ihn:
„[Kirms] war ein, vermöge seiner Dienstverhältnisse mächtiger und […]  einflußreicher Mann. Er dirigirte die Oekonomie der Hofwirthschaft, und eigentlich alles, was zum Hofmarschallamt gehörte, inclusive Hofstall, Kutscher und Bedientenwesen. War auch ‒ neben Goethe ‒ Director vom Theater in allem, was nicht das ästhetische Fach zu nahe berührte, denn von fern war auch dieses vor seiner vielseitigen Macht nicht ganz in Sicherheit. Er besaß die große Kunst, seine soi disant Vorgesetzten in der Täuschung zu erhalten, als wären es ihre Anordnungen und Gedanken, nach welchen er handle, während er seine stillen Pläne ausführte und durch nur ihm bekannte Labyrinthe zu Tage förderte.
Nur auf den Nutzen seines Fürsten bedacht, war er über die Mittel nicht sehr gewissenhaft und es war ihm in der Natur unmöglich: den lobenswerthen Zweck auf offenen geraden Wege zu verfolgen. Er machte sich von allen den Vortheilen, die ihm zu Gebote standen, keinen zu Nutze. Der, im Stillen zu herrschen; überwog in seinen Augen die andern alle.“